# NTC Poprad
Das NTC Poprad (slowakisch Národné tréningové centrum Poprad, deutsch Nationales Trainingszentrum Poprad) ist ein Fußballstadion in der slowakischen Stadt Poprad, Okres Poprad, Prešovský kraj. Die Anlage des nationalen Fußballverbandes Slovenský futbalový zväz (SFZ) wird als Heimspielstätte der Fußballvereine FK Poprad und MFK Tatran Liptovský Mikuláš (aus Liptovský Mikuláš) sowie der slowakische U-21-Fußballnationalmannschaft genutzt. Das NTC ist auch Austragungsort für andere Mannschaften für Trainingscamps und -spiele. In einem 2011 fertiggestellten Bauabschnitt verfügte das Stadion über Platz für 3700 Besucher. Es wurde 2014 auf 5700 Sitzplätze für 3,34 Millionen € ausgebaut.